# 298
| 298                |
| ------------------ |
| Dødsfald - Fødsler |
|                    |

| Gregoriansk kalender | 298 CCXCVIII            |
| Ab urbe condita      | 1051                    |
| Armensk kalender     | I/T                     |
| Kinesiske kalender   | 2994 – 2995 丁巳 – 戊午 |
| Etiopisk kalender    | 290 – 291               |
| Jødisk kalender      | 4058 – 4059             |
| Hindukalendere       |                         |
| - Vikram Samvat      | 353 – 354               |
| - Shaka Samvat       | 220 – 221               |
| - Kali Yuga          | 3399 – 3400             |
| Iransk kalender      | 324 BP – 323 BP         |
| Islamisk kalender    | 334 BH – 333 BH         |

Se også 298 (tal)

## Født
- Athanasius, kristen biskop i Alexandria (død 373).